# ألفرد دبليو. ماكيون
ألفرد دبليو. ماكيون (بالإنجليزية: Alfred W. McCune)‏ هو شخصية أعمال أمريكي، ولد في 11 يونيو 1849 في كلكتا في الهند، وتوفي في 28 مارس 1927 في كان في فرنسا.